# Герб Бомбаррала
Ге́рб Бомбарра́ла — офіційний символ містечка Бомбаррал, Португалія. Використовується як територіальний герб. У срібному щиті три пурпурні виноградні грона із зеленим листям. Щит увінчує срібна мурована містечкова корона з чотирма вежами.  Під щитом біла стрічка, на якій великими літерами напис португальською: «vila de Bombarral» (містечко Бомбаррал).  Офіційно затверджений 13 квітня 1996 року.  

## Галерея

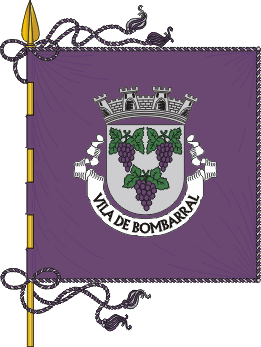
Прапор